# Actio aquae pluviae arcendae
Die actio aquae pluviae arcendae war eine immissionsrechtliche Klage des altzivilen römischen Rechts. 
Die Klage verdeutlicht die Bedeutung des Wasserrechts im Recht und Justizwesen des römischen Reiches. Sie wurde als Sonderfall von wasserrechtlichen Ansprüchen behandelt, denn sie diente dem besonderen Schutz landwirtschaftlicher Interessen. Zur Abwehr von Beeinträchtigungen für sein in dieser Hinsicht genutztes Grundstück, konnte sich der Eigentümer gegen nachbarschaftliche Anlagen und Maßnahmen zur Wehr setzen, wenn diese den Abfluss von Wasser über sein Grundstück beeinträchtigten oder gar verhinderten.
Voraussetzung der Klage war, dass Regenwasser (später in der klassischen Kaiserzeit durch prätorisches Edikt ausgedehnt auf Wasser im Allgemeinen) einen anderen als den natürlichen Entwässerungsweg nahm und der Anspruchsteller gehindert war, „Herr über das Wasser“ zu werden. Die Störungen gingen dabei zumeist von Wassergräben oder Staumauern des Nachbarn aus. Der Anspruch erschöpfte sich nicht in reiner Störungsbeseitigung, der betroffene Eigentümer durfte vielmehr die Beseitigung der gesamten Anlage (opus manu factum) fordern. Außerdem kamen Ersatzansprüche für die Nichtnutzbarkeit des Wassers in Betracht. Bloßes Pflügen auf dem Nachbargrundstück, das ebenfalls Änderungen im Wasserablauf nach sich ziehen konnte (opera agri colendi causa facta) genügte als Maßnahme zur Störungsbeseitigung nicht, derartiges hatte der Eigentümer zu dulden.
Erwähnt ist die actio aquae pluviae arcendae bereits im frührepublikanischen Zwölftafelgesetz (VII, 8 a).